# 不破直光
不破直光（生年不詳－1598年9月15日）是日本戰國時代至安土桃山時代的武將。父親是不破光治。通稱彥三。別名是勝光。正室是北畠具教的女兒。

## 生平
生年不詳。父親光治是齋藤氏的家臣。後來與父親一同仕於織田信長，並在各地轉戰。天正8年（1580年）期間，父親光治死去，於是成為繼任人，以府中三人眾之一的身份處理政務。天正10年（1582年），在本能寺之變後投向柴田勝家一方，在賤岳之戰中屬於佐久間盛政並奮戰。戰敗後，仕於前田利家，在末森城之戰中以前田軍先鋒的身份與佐佐成政的軍勢戰鬥。
在慶長3年（1598年）8月15日於金澤死去。法名是諦當院月峰良心居士。家督由側室（朝倉對馬守的女兒）誕下的兒子光昌繼承，子孫以加賀藩藩士的身份存續。

## 人物
- 根據『醫學天正記』中記載，在天正6年（1578年），當時20多歳時是「肥滿上實之人」。